# 20世紀の遺伝子
『20世紀の遺伝子』（にじゅっせいきのいでんし）は、1999年4月13日（12日深夜）から2003年9月27日までフジテレビで放送されたトーク番組。

## 内容
20世紀を生き抜いてきた人物に対し、成功を掴み取った原動力とは何だったのかをインタビューし、視聴者に今を生きていくためのメッセージを伝えていた。

## 出演者
- 大竹しのぶ（ナビゲーター）

## 放送時間
（出典：）
| 放送期間   | 放送期間   | 放送時間（日本時間）               | 備考     |
| ---------- | ---------- | ---------------------------------- | -------- |
| 1999.04.13 | 1999.09.21 | 火曜 2:20 - 2:50（30分、月曜深夜） | [ 注 1 ] |
| 1999.10.12 | 2000.03.21 | 火曜 2:15 - 2:45（30分、月曜深夜） |          |
| 2000.04.01 | 2003.09.27 | 土曜 6:00 - 6:30（30分）           |          |